# Paradelma orientalis
Genre
Espèce
Synonymes
- Delma orientalis Günther, 1876
- Pygopus orientalis (Günther, 1876)

Statut de conservation UICN

 VU A1c+2c : Vulnérable
Statut CITES
Paradelma orientalis, unique représentant du genre Paradelma, est une espèce de geckos de la famille des Pygopodidae.

## Répartition
Cette espèce est endémique du Sud-Est du Queensland en Australie.

## Description
C'est un lézard apode.

## Publications originales
- Günther, 1876 : Descriptions of new species of reptiles from Australia collected by Hr. Dämel for the Godeffroy Museum. Journal des Museum Godeffroy, vol. 5, no 12, p. 45-47
- Kinghorn, 1926 : A brief review of the family Pygopodidae. Records of the Australian Museum, vol. 15 no 1, p. 40-64 (texte intégral).